# 郭元柱
郭元柱（1553年—？年），字直甫，四川敘州府隆昌縣民籍，富順縣人，明朝政治人物。

## 生平
隆慶四年（1570年）庚午科四川鄉試第三名舉人，萬曆五年（1577年）丁丑科會試二百五十四名，第二甲第四十六名進士。初授兵部主事，升武庫司郎中，十五年二月升陝西關南道僉事，十八年二月升雲南右參議。以參政左遷山西蒲州知州。

## 家族
曾祖郭鼎，祖郭文明，父郭鎮北，母胡氏。